# Tethystola brasiliensis
Tethystola brasiliensis là một loài bọ cánh cứng trong họ Cerambycidae.